# Art Landy
Art Landy (nascido Arthur Charles Landmesser, Newark, 18 de maio de 1904 – Van Nuys, 21 de maio de 1977) foi um animador americano especializado em decoração de cenários de animação, trabalhando em mais de 150 recursos animados.    
Landy nasceu em Newark, Nova Jersey. Depois de iniciar sua carreira no Disney Studio, na segunda metade da década de 1940, ingressou no Walter Lantz Studio em 1953 e trabalhou até o final de 1966. Na Disney, trabalhou principalmente na série de filmes de Pluto e no filme de animação de 1953, Peter Pan. Em Lantz, ele trabalhou em vários shorts Woody Woodpecker. 
Landy morreu em Van Nuys, Califórnia. 